# Corbu, Vaslui
Corbu este un sat în comuna Lipovăț din județul Vaslui, Moldova, România. Se află în Colinele Tutovei.